# Галиуллин, Загидулла Талипович
Загидулла́ Тали́пович Галиу́ллин (26 декабря 1929, дер. Ново-Урсаево, Башкирская АССР — 28 марта 2016, Развилка, Московская область) — ведущий специалист в области проектирования магистральных газопроводов, повышения их надёжности в условиях эксплуатации; ресурсосбережения на дальнем транспорте газа, разработал теоретические основы гидравлического и теплового расчётов магистральных газопроводов, доктор технических наук (1970), профессор (1974); Заслуженный деятель науки и техники РСФСР (1992).

## Биография
В 1947 окончил с Похвальной грамотой Карповскую семилетнюю школу (с. Карповка Бакалинского района); в 1951 с отличием — Уфимский авиационный техникум по специальности «техник-механик по специальным двигателям».

### Уфимский нефтяной институт
- Уфимский нефтяной институт (ныне — Уфимский государственный нефтяной технический университет) по специальности «Транспорт и хранение нефти и газа», квалификация — инженер-механик (1956—1961) окончил с отличием.
- По окончании института работал на кафедре в Уфимском нефтяном институте, затем — в Отделе транспорта нефти и газа Башкирского НИИ по переработке нефти.
- Аспирантура Московского института нефтехимической и газовой промышленности им. И. М. Губкина (ныне — РГУ нефти и газа им. академика Губкина).

### ВНИИГАЗ
- В 1967—2003 гг. руководил технической политикой института «ВНИИГАЗ» в области магистрального транспорта газа.

## Основные научные достижения
- Обосновал переход на сооружение газопроводов нового класса, что позволило сократить металлозатраты на строительство трубопроводов для систем дальнего транспорта газа и сыграло решающую роль в быстром наращивании добычи природного газа в стране.
- Результаты использованы при проектировании и освоении мощностей магистральных газопроводов Бухара — Урал, Средняя Азия — Центр, Игрим — Серов, Ухта — Торжок, Оренбург — Государственная граница СССР («Союз», 1978), Уренгой — Помары — Ужгород (1983), Ямбург — Западная Граница СССР («Прогресс», 1985) и др.

## Ученики
- Руководитель более тридцати пяти кандидатов технических наук, четверо из них впоследствии стали докторами технических наук.

## Труды и изобретения
Автор более двухсот опубликованных научных трудов, сорока пяти изобретений.
- «Новые методы проектирования газонефтепроводов», М.: Недра, 1964 г.
- «Интенсификация магистрального транспорта газа». М.: Недра, 1989 г.
- «Внутренние покрытия труб на магистральных газопроводах». М.: ООО « ИРЦ Газпром», 2006 г.
- «Нестационарные (переходные) тепловые и гидравлические режимы магистральных гозопроводов, проложенных в многолетнемерзлых грунтах». М.: ОАО «Газпром» ООО «Газпром ЭКСПО», 2009 г.
- «Развитие научных исследований, техники и технологий в области трубопроводного транспорта газа». Изд. ООО «Газпром ВНИИГАЗ», 2009 г.

## Награды и звания
- орден Трудового Красного Знамени (1974),
- медаль «За доблестный труд в Великой Отечественной войне 1941—1945 гг.» (1945),
- «Почетный работник газовой промышленности» (1977),
- Заслуженный деятель науки и техники РСФСР (1992),
- «Ветеран труда газовой промышленности» (2002).